# Chiesa di San Michele (Lovanio)
La chiesa parrocchiale di San Michele o in lingua originale neerlandese Sint-Michielskerk, a Lovanio, è una grande costruzione gesuitica che costituisce uno dei massimi esempi di architettura barocca in Belgio.

## Storia e descrizione

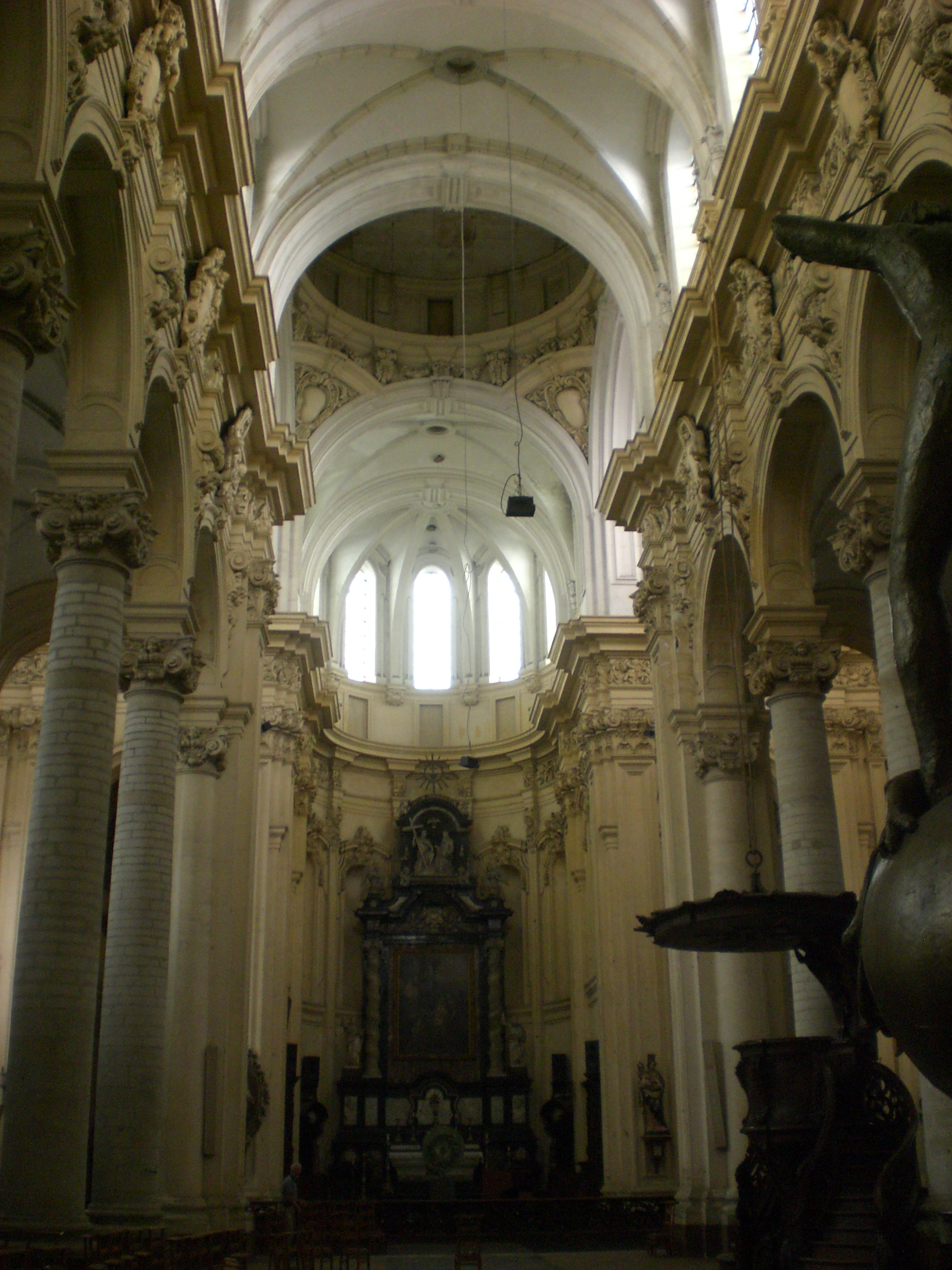
il sontuoso interno

I primi gesuiti arrivarono a Lovanio nel 1542, appena due anni dopo la fondazione dell'Ordine. All'inizio fu una semplice residenza dove alloggiare i giovani gesuiti spagnoli, che espulsi da Parigi, vennero a studiare nell'Università cattolica di Lovanio, la più antica dei Paesi Bassi meridionali. Dapprima ospitati nella casa di Cornelius Wischaven, dal 1598 la residenza diventa rapidamente un collegio teologico e trasferito nella sede odierna, tra la Sint-Michielsstraat e la Charles Deberiotstraat, dove resterà fino al 1773, data della soppressione dell'Ordine.
Successivamente si decise la costruzione di una grande chiesa, che, in faccia al collegio si aprisse direttamente su Naamsestraat, una delle principali strade cittadine, e punto più alto di Lovanio. Doveva essere un edificio monumentale, visibile già da lontano, simbolo della Controriforma che vinceva sulla secolarizzazione, che in queste regioni fu importante.
Nel 1650 si intrapresero i lavori sui disegni del padre gesuita Willem Hesius. La chiesa si presenta imponente e altissima, quasi a rimandare alla lunga tradizione gotica della zona. Doveva essere dotata anche di una grandiosa cupola, ma ne fu abbandonata la costruzione a causa del crollo di uno dei pilastri sostenitori. La fastosa facciata su Naamsestraat venne completata nel 1671. Allungata su tre piani, si deve al padre gesuita Jan Van Steen che si ispirò al modello della Chiesa del Gesù di Roma. Nel 1773, con l'espulsione dei gesuiti in seguito alla soppressione dell'Ordine, la chiesa divenne Parrocchia. Con la Rivoluzione francese e l'abolizione della religione e viene trasformata in Tempio della Ragione. Nel 1803 viene riaperta al culto cattolico.
Danneggiata dalla seconda guerra mondiale, dove i bombardamenti distrussero la volta della navata centrale, venne restaurata con tre anni di lavori dal 1947 al 1950. Già classificata come monumento protetto nel 1940, vi venne rinnovato il suo riconoscimento nel 1970. Tra il 1983 e il 1998 venne chiusa per profondi lavori di restauro.
La chiesa di San Michele, è ancora oggi parrocchia cittadina, e rappresenta uno dei capolavori dell'architettura barocca in Europa e il più importante del Belgio.

## Galleria d'immagini

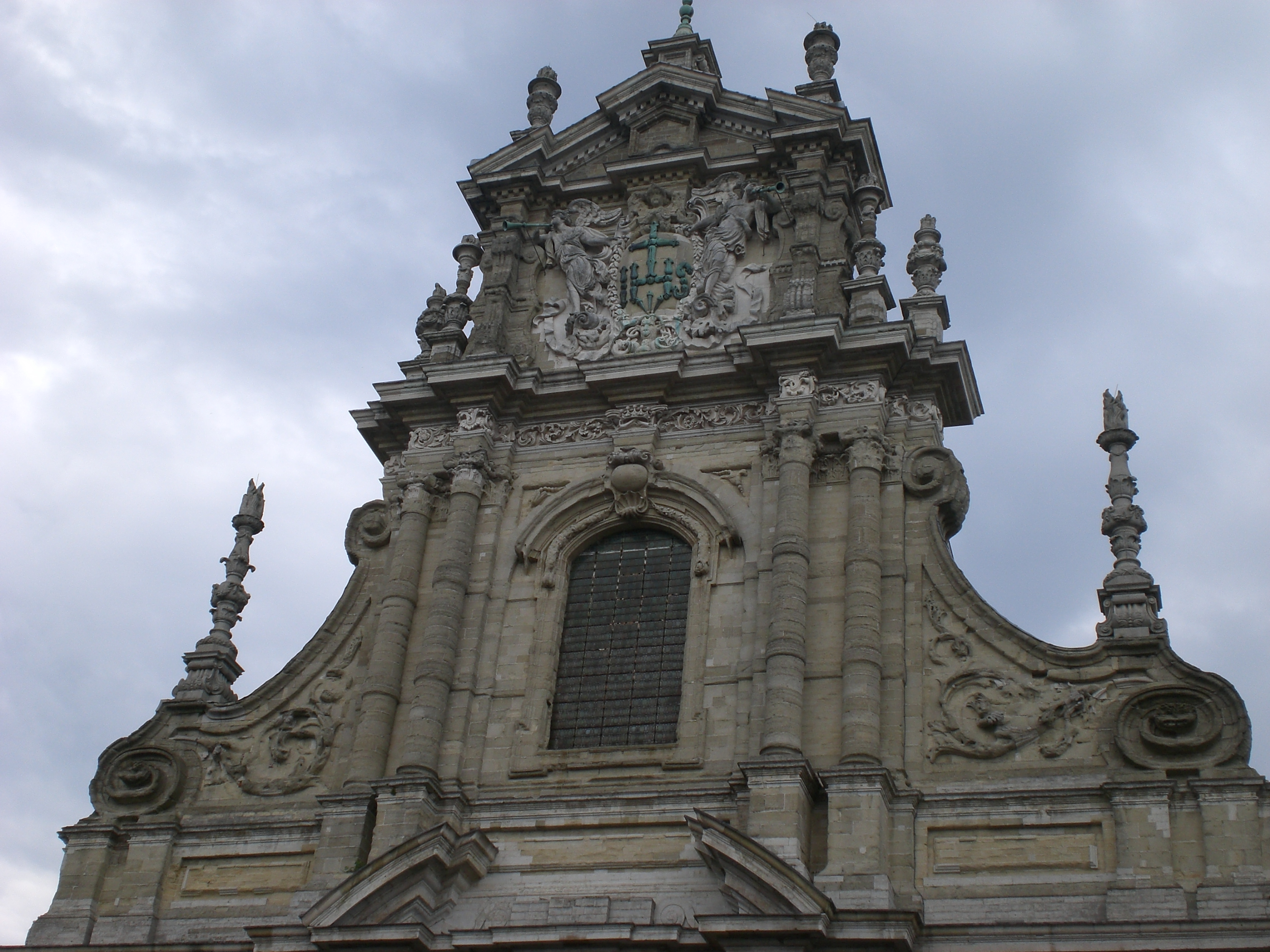
La facciata di Jan Van Steen
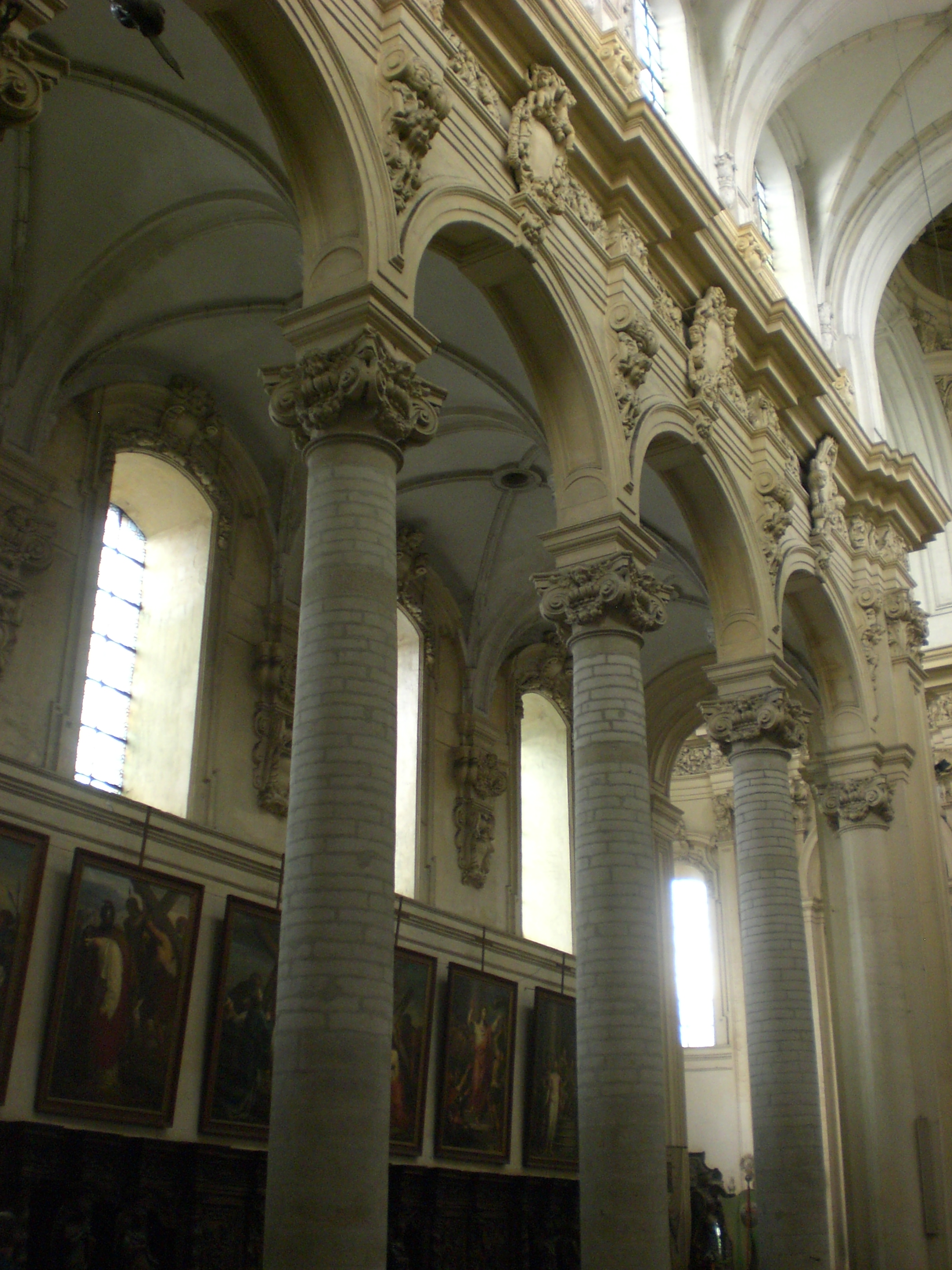
Particolare dell'interno
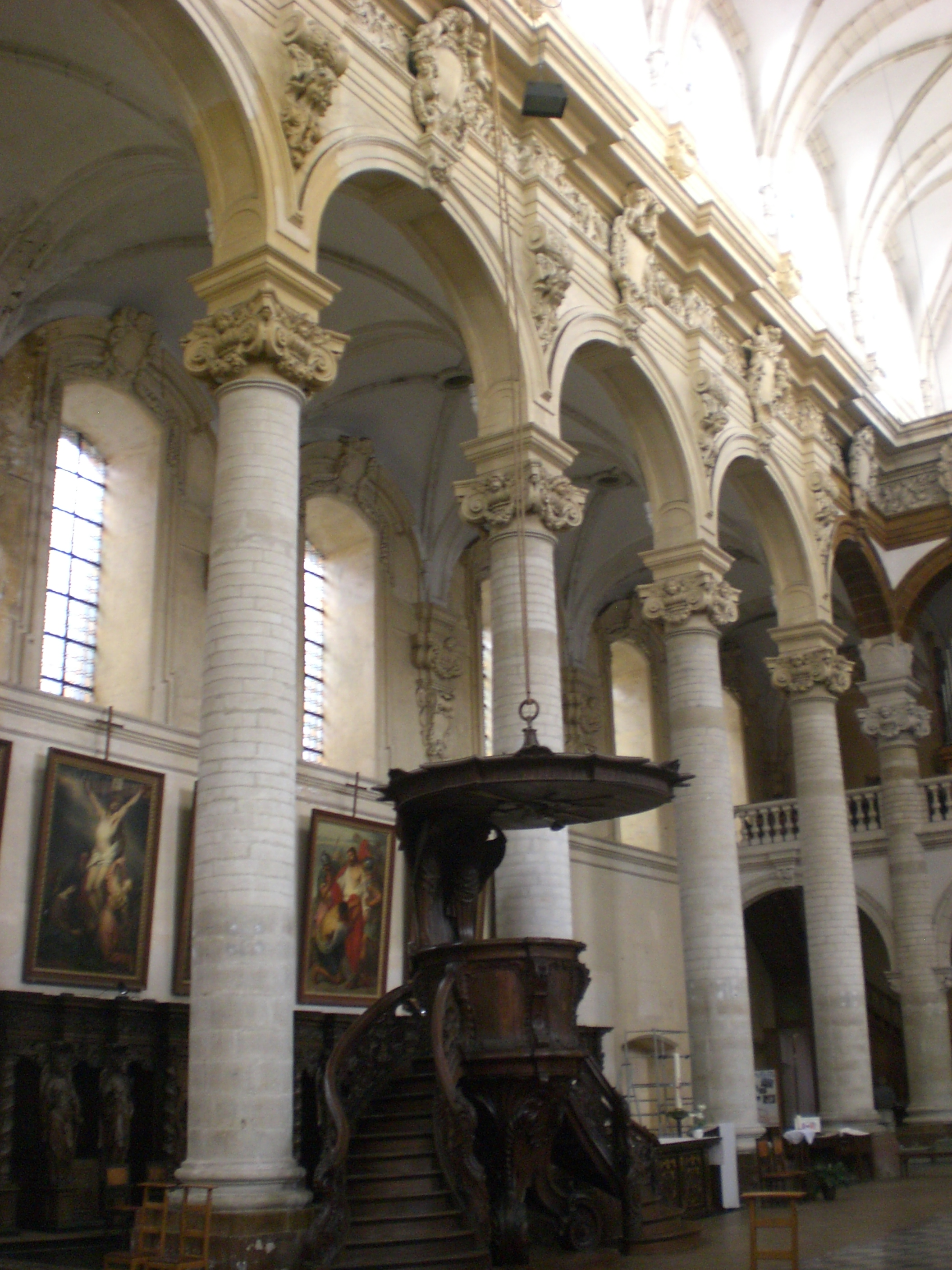
Veduta dell'interno col pulpito
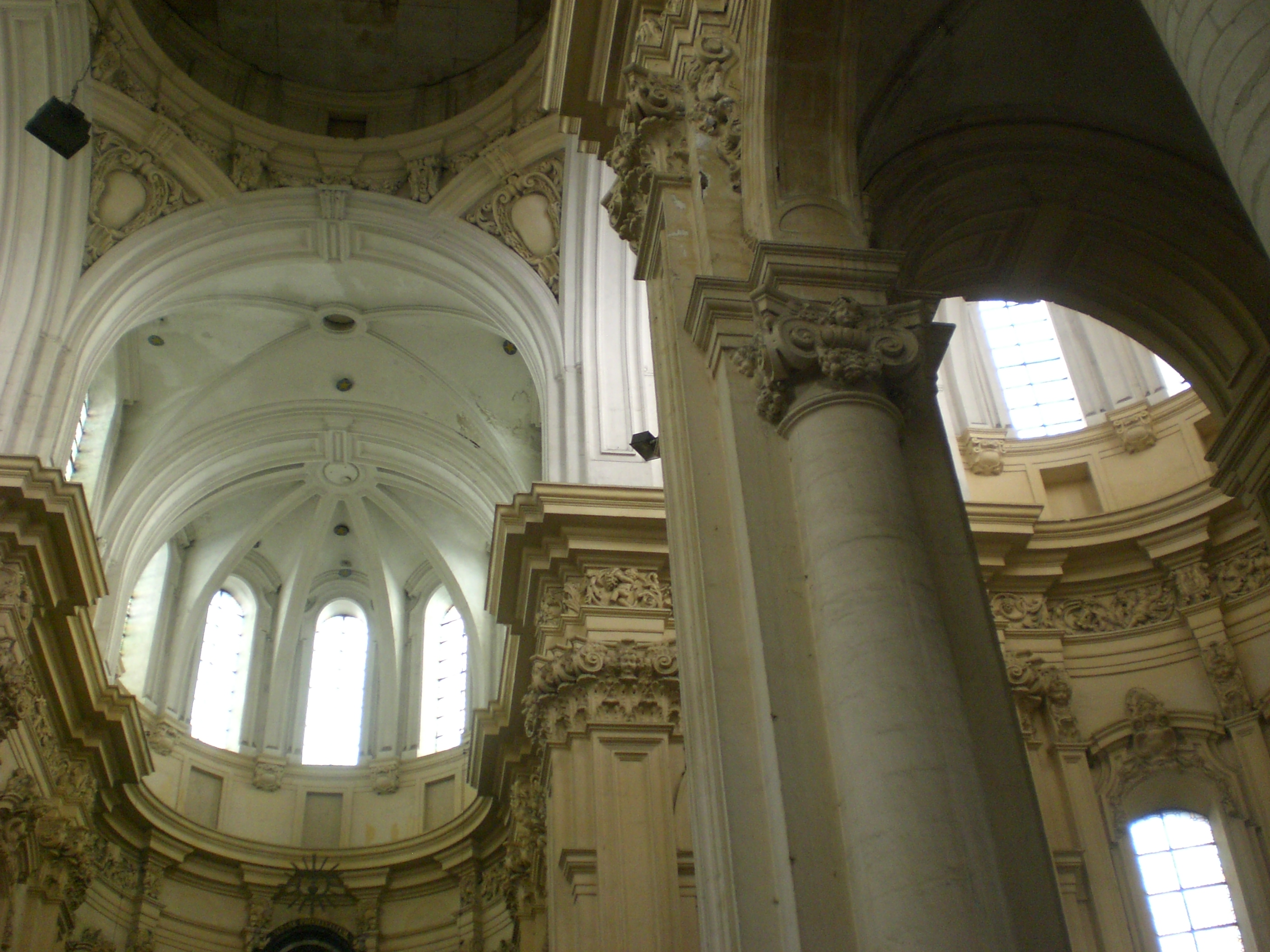
Veduta delle volte
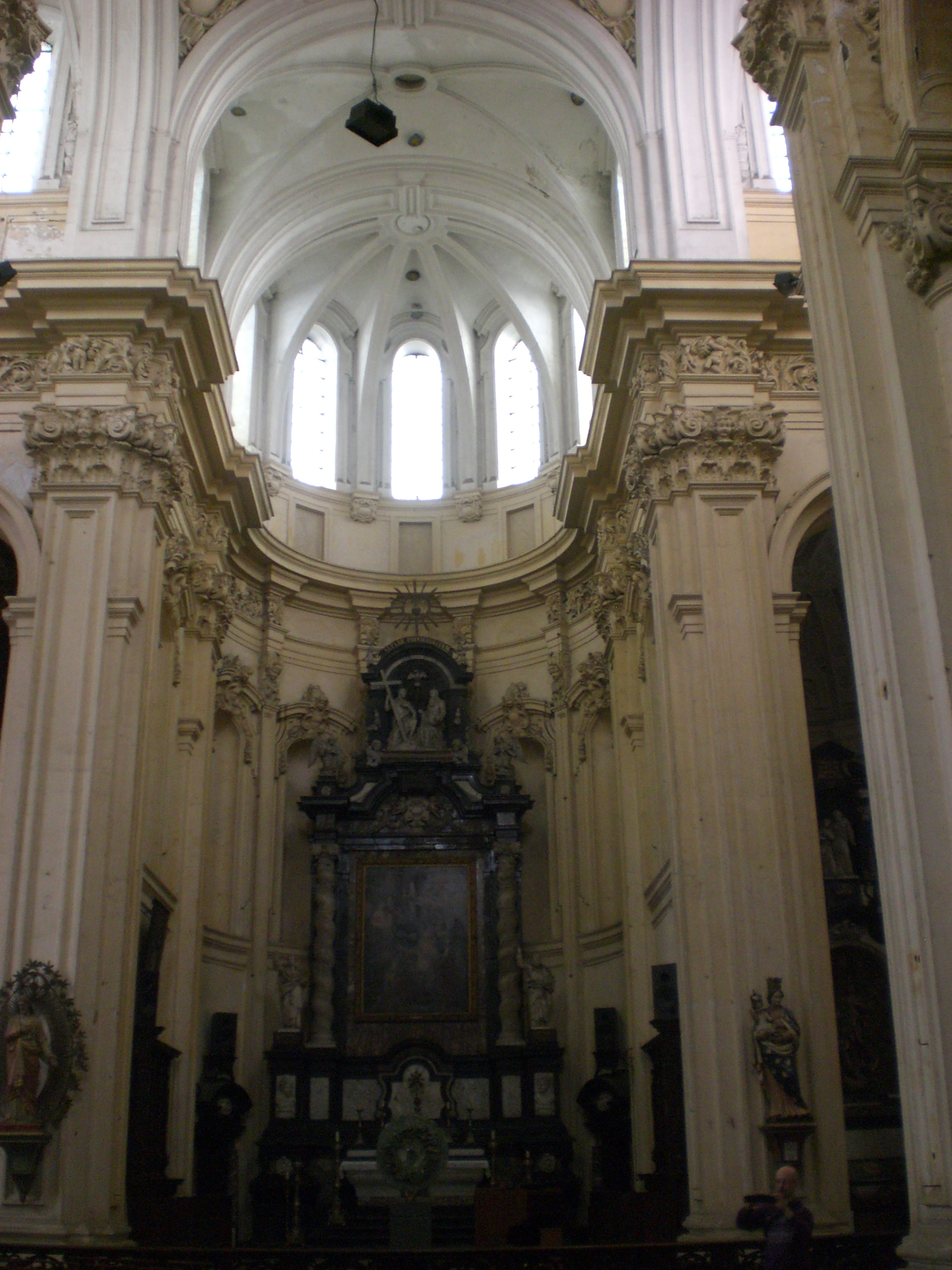
L'altar maggiore